# 久下知秋
久下 知秋（くげ ちあき、9月2日 - ）は、日本の女性声優。大阪府出身。

## 来歴
声優になろうと思ったきっかけは『機動戦士ガンダムSEED』を見て桑島法子に憧れたことから。
関西学院大学卒業。青二塾大阪校32期生。
2021年3月まで青二プロダクションに所属していた。

## 人物
資格・免許は普通自動車免許。
趣味はストレッチ、スポーツ観戦。特技は水泳、バレーボール球技全般。方言は関西弁（大阪弁）。

## 出演

### テレビアニメ
2019年
- 爆釣バーハンター（口鮭女）
- 名探偵コナン（バニーガール）
- ちびまる子ちゃん（おばさま1、日用品店の店員）
- パズドラ（2019年 - 2020年、芸者、ファンB）
- ONE PIECE（生徒）

2020年
- ぼくのとなりに暗黒破壊神がいます。（保健の先生）
- トニカクカワイイ（奥様A）

### 劇場アニメ
- 劇場版シティーハンター 〈新宿プライベート・アイズ〉（2019年、おかみさん）

### Webアニメ
- バキ（2020年、観客）

### ゲーム
- ペルソナ5 ザ・ロイヤル（2019年）

### 吹き替え
- レジェンド・オブ・トゥモロー（トビー）

### ボイスオーバー
- 世界一受けたい授業
- 世界くらべてみたら
- 7つの海を楽しもう!世界さまぁ〜リゾート

### ラジオドラマ
- 青山二丁目劇場 -シスターズ・ソウル・パズル-（母）

### 舞台
- 劇団皇帝ケチャップ「ソノ先に在る、あるいは居るモノへ」（池内亜紀、見知らぬ女）